# Martin Sulle
Martin Hhaway Sulle (né le 28 décembre 1982) est un athlète tanzanien, spécialiste des courses de fond.

## Biographie
Il remporte la médaille de bronze de l'épreuve individuelle des Championnats du monde de semi-marathon 2003 à Vilamoura au Portugal, derrière le Kényan Martin Lel et l'autre Tanzanien Fabiano Joseph Naasi, dans le temps de 1 h 0 min 56 s.
En 2007, il se classe deuxième du semi-marathon des Jeux africains d'Alger, derrière l’Éthiopien Deriba Merga.

### Palmarès
| Date | Compétition                            | Lieu       | Résultat | Performance              |
| ---- | -------------------------------------- | ---------- | -------- | ------------------------ |
| 2002 | Jeux du Commonwealth                   | Manchester | 8e       | 10 000 m                 |
| 2003 | Championnats du monde de semi-marathon | Bruxelles  | 3e       | Semi-marathon individuel |
| 2007 | Jeux africains                         | Alger      | 2e       | Semi-marathon            |

### Records
| Épreuve       | Performance    | Lieu  | Date         |
| ------------- | -------------- | ----- | ------------ |
| Semi-marathon | 1 h 0 min 29 s | Milan | 3 avril 2004 |